# Одноклассницы и тайна пиратского золота
«Одноклассницы и тайна пиратского золота» (англ. St Trinian’s 2: The Legend of Fritton’s Gold — «Святые тринианки 2: Легенда о золоте Фриттона») — британская комедия 2009 года, продолжение фильма 2007 года — «Одноклассницы».

## Сюжет
Новый учебный год в школе Святого Триниана сулит новые приключения: «трудные» школьницы во главе с эксцентричной директрисой Камиллой Фриттон ищут пропавшее 420 лет назад золото пирата Арчибальда Фриттона — предка Камиллы и Аннабель. Одновременно за сокровищами охотится сэр Пирс Помфри — миллионер, потомок лорда Помфри, ограбленного пиратом Фриттоном, он же — глава древнего тайного общества женоненавистников — АД1.

## В ролях
| Актёр/Актриса        | Роль |
| -------------------- | --- |
| Руперт Эверетт       | Мисс Камилла Фриттон, директриса школы Св. Триниана Арчибальд Фриттон, пират Преподобный Фортнум Фриттон |
| Колин Ферт           | Джеффри Туэйтс, бывший министр образования                                                               |
| Дэвид Теннант        | сэр Пирс Помфри, глава тайного общества АД1 лорд Помфри, предок сэра Пирса                               |
| Талула Райли         | Аннабель Фриттон, староста школы, племянница Камиллы Фриттон                                             |
| Джемма Артертон      | Келли Джонс, выпускница, бывшая староста школы                                                           |
| Сара Хардинг         | Рокси, рок-звезда                                                                                        |
| Тэмсин Эгертон       | Челси Паркер, Куколка #1                                                                                 |
| Клара Пэджет         | Белла, Куколка #2                                                                                        |
| Габриэлла Уайлд      | Сэффи, Куколка #3                                                                                        |
| Джуно Темпл          | Селия, эко-фрик                                                                                          |
| Элла Смит            | Люси, заучка                                                                                             |
| Монсеррат Ломбард    | Зоя, эмо                                                                                                 |
| Зави Эштон           | Бьянка, гопница                                                                                          |
| Джессика Агомбар     | Джессика, гопница                                                                                        |
| Холли и Хлоя Маки    | Тара и Таня, близняшки-мафия                                                                             |
| Джоди Уиттакер       | Беверли, секретарь на ресепшне                                                                           |
| Том Райли            | Ромео, актёр                                                                                             |
| Тоби Джонс           | казначей школы Св. Триниана                                                                              |
| Селия Имри           | завхоз школы Св. Триниана                                                                                |
| Кристиан Брэссингтон | Питерс, помощник сэра Пирса                                                                              |
| Оскар                | Хитклифф, собака мисс Фриттон                                                                            |

## Производство
Съёмки начались в июле 2009 года на Ealing Studios и в различных местах Лондона, в том числе в театре «Глобус» и на реке Темзе. «Старинная школа для мальчиков» была снята в Charterhouse School в Годалминг, графство Суррей. Хор мальчиков из Гилфордского архиерейского хора. Сцены флешмоба на Лондонском вокзале были сняты на станции метро «Ливерпуль-стрит» 16 августа 2009 при участии главных героев и сотен статистов.
В качестве школы Св. Триниана было снято поместье Небуорт-Хаус в Хартфордшире.

## Выход и релиз
На Каннском кинофестивале в 2008 году было объявлено, что фильм «Одноклассницы 2: Легенда о золоте Фриттона» будет выпущен в прокат 18 декабря 2009 года.
Релиз на DVD вышел 24 мая 2010 года.

## Сборы
По состоянию на 10 февраля 2010 года, фильм собрал 7 019 714 фунтов в Великобритании, значительно ниже предыдущих «Одноклассниц». Однако он по-прежнему оказался четвёртым среди хитов рождественского сезона 2009 года (после фильмов «Элвин и Бурундуки 2», «Шерлок Холмс» Гая Ричи, и «Аватар» Джеймса Кэмерона).

## Продолжение
В декабре 2009 года, вскоре после выхода второго фильма, было объявлено о третьем фильме об «Одноклассницах». Дата релиза пока не известна. В качестве названия, возможно, будет фигурировать «St Trinian’s 3: Versus the World» или «St Trinian’s 3: Revenge of the Boys».